# 陈诲 (明朝)
陳誨（？年—？年），字幼孚，湖广武昌府崇阳县人，民籍。明朝進士、官员。

## 生平
正德十一年（1516年）丙子科湖广鄉試舉人，嘉靖五年（1526年）丙戌科第三甲第九十一名進士，次年授海门县知县。九年調宁晋县，官至府同知。